# Quelli della calibro 38
Quelli della calibro 38 è un film italiano del 1976 diretto da Massimo Dallamano.
Fu l'ultimo film diretto dal regista, che morì il 4 novembre dello stesso anno in un incidente stradale.

## Trama
Durante una retata notturna nei pressi della città di Torino, il commissario Vanni uccide in un conflitto a fuoco un mafioso, che si rivela essere il fratello di un altro mafioso, conosciuto come il marsigliese. Questi per vendicarsi, assassinerà la moglie del commissario, davanti agli occhi del figlio. Il funzionario allora ottiene dal questore di formare e di esserene messo a capo una squadra composta da altri quattro poliziotti, armati di pistole calibro 38", per combattere il crimine, progetto da tempo coltivato dallo stesso Vanni. Durante le loro azioni si trovano ad indagare sul furto di un grosso quantitativo di dinamite, dietro il quale c'è il marsigliese il cui piano è di ordire un ricatto, minacciando di organizzare attentati dinamitardi in città.

## Produzione
Nella parte finale del film c'è un inseguimento con una Fiat 127 di colore aragosta che corre su una strada sterrata prima e su un treno bisarca per trasporto auto poi. Queste riprese facevano parte di uno spot pubblicitario della vettura, realizzato dallo stuntman Rémy Julienne e girato nel 1971, facilmente riconoscibile in quanto la vettura utilizzata non ha la targa a differenza di quella del film (che ha lo stesso colore di carrozzeria). Lo stesso spot era già stato utilizzato in un film del 1973, Un tipo con una faccia strana ti cerca per ucciderti, e lo sarà ancora nel 1979, ne I contrabbandieri di Santa Lucia.
A differenza di molti altri famosi poliziotteschi girati tra Roma, Milano e Napoli questo fu girato prevalentemente a Torino e in località piemontesi tra cui la palazzina di Stupinigi.
Il doppiaggio è stato diretto da Nando Gazzolo.

## Distribuzione
Distribuito nei cinema italiani il 24 luglio 1976, Quelli della calibro 38 ha incassato complessivamente 1.285.707.500 lire dell'epoca.

## Curiosità
Nel 1977 venne realizzato un poliziottesco intitolato Ritornano quelli della calibro 38, diretto da Giuseppe Vari, che però, nonostante il titolo, non ha nessun legame di trama con la pellicola di Dallamano.